# غيم ريفولوشن
غيم ريفولوشن (GameRevolution) هو موقع ويب للألعاب الفيديو تم إنشاؤه في عام 1996. يقع مقره في بيركلي بولاية كاليفورنيا، يتضمن الموقع المراجعات والمعاينات ومنطقة تنزيل الألعاب و طرق الغش (للألعاب) ومتجرًا للبضائع، بالإضافة إلى ويب كومكس ولقطات الشاشة ومقاطع الفيديو. كما تتضمن صفحات مميزة خاصة بمقالات تسخر من جاك تومسون ومعرض الترفيه الإلكتروني وجدل ألعاب الفيديو . من بين مظاهر كتابات النقش بريان كليفينجر في كوميكس مسرح 8 بت وسكوت رامسومير في موقع الكوميكس VG Cats كما شارك الموقع في حملات تسويقية لألعاب الفيديو، بما في ذلك لعبة Gauntlet: Seven Sorrows.

## تاريخ الشركة
تأسست شركة Net Revolution. Inc في أبريل 1996 من قبل دوك فيريس وهي شركة مقرها كاليفورنيا كشركة قابضة وكناشر لموقع غيم ريفولوشن الإلكتروني. شغل فيريس منصب رئيس الشركة حتى تم الاستحواذ عليها في عام 2005 من قبل شركة بولت ميديا (Bolt Media، Inc) مقابل مبلغ لم يكشف عنه.

### E3
موظفو غيم ريفولوشن هم قضاة سنويون في معرض الترفيه الإلكتروني . و دوك فيريس هو قاضٍ عائد لعرض 2010. ربما كان العام الأكثر تأثيرًا في غيم ريفولوشن في E3 هو عام 2000، حيث قاموا بدعوة جيري هولكنز ومايك كراهوليك من بيني أركيد للحضور. كما منحوا لعبة Black & White جائزة the Best of E3.

### الشراء بواسطة كريف أون لاين
بعد إفلاس شركة بولت ميديا (Bolt Media، Inc)، واستمرار تردد مئات الآلاف من الزوار عليها، تم شراء غيم ريفولوشن لصالح الدائنين من خلال موقع CraveOnline (أحد أقسام Atomic Online ) في 25 فبراير 2008،  بمبلغ آخر لم يكشف عنه. وتم دمجها منذ ذلك الحين كجزء من مجتمع كريف أون لاين مع الاستمرار في الوقوف بمفرده كموقعً شهير.

## ميزات
يشتمل قسم الميزات بشكل عام على مقالات حول أحداث الألعاب المهمة مثل قمة نينتندو والتجمعات والعروض الشخصية والعامة للمطورين الآخرين. لعدد من السنوات، احتوت أيضًا على جوائز GR لأفضل، وأسوأ، عام في الألعاب، بالإضافة إلى وجود أدلة شراء لموسم العطلات. هناك أيضًا عدد من المقالات الغريبة والفريدة التي تصف الظواهر في مجتمع الألعاب، أو ببساطة، أخبار شيقة للاعبين.

## روابط خارجية
- الموقع الرسمي